# Łukasz Niedziałek
Łukasz Niedziałek (ur. 15 marca 2000 w Siedlcach) – polski lekkoatleta, chodziarz.
Brązowy medalista Halowych Mistrzostw Polski (Toruń 2020).
Reprezentant klubów WLKS Iganie Nowe (2011–2021) i RK Athletics Warszawa (2023).
Jego siostrą jest chodziarka Olga Chojecka (z domu Niedziałek).

## Osiągnięcia
| Rok  | Impreza                                | Miejsce    | Konkurencja                      | Pozycja     | Wynik    |
| ---- | -------------------------------------- | ---------- | -------------------------------- | ----------- | -------- |
| 2016 | Drużynowe mistrzostwa świata w chodzie | Rzym       | chód na 10 kilometrów (juniorzy) | 33. miejsce | 44:12    |
| 2016 | Mistrzostwa Europy juniorów młodszych  | Tbilisi    | chód na 10 000 metrów            | 1. miejsce  | 44:06,49 |
| 2017 | Puchar Europy w chodzie                | Podiebrady | chód na 10 kilometrów (juniorzy) | 3. miejsce  | 41:28    |
| 2017 | Mistrzostwa świata juniorów młodszych  | Nairobi    | chód na 10 000 metrów            | 6. miejsce  | 42:40,02 |
| 2017 | Mistrzostwa Europy juniorów            | Grosseto   | chód na 10 000 metrów            | –           | DSQ      |
| 2018 | Drużynowe mistrzostwa świata w chodzie | Taicang    | chód na kilometrów (juniorzy)    | 12. miejsce | 41:53    |
| 2018 | Mistrzostwa świata juniorów            | Tampere    | chód na 10 000 metrów            | 14. miejsce | 42:36,66 |
| 2019 | Puchar Europy w chodzie                | Olita      | chód na 10 kilometrów (juniorzy) | 3. miejsce  | 43:28    |
| 2019 | Mistrzostwa Europy juniorów            | Borås      | chód na 10 000 metrów            | 3. miejsce  | 42:20,66 |
| 2020 | Halowe Mistrzostwa Polski Seniorów     | Toruń      | chód na 5000 metrów              | 3. miejsce  | 19:54,35 |
| 2021 | Igrzyska olimpijskie                   | Tokio      | chód na 20 kilometrów            | –           | DNF      |

Mistrz i rekordzista kraju w juniorskich kategoriach wiekowych.

## Rekordy życiowe
- Chód na 10 kilometrów – 40:23 (2019)
- Chód na 10 000 metrów – 39:32,52 (2021)
- Chód na 20 kilometrów – 1:21:23 (2021)